# 오디오 코멘터리
오디오 코멘터리(Audio commentary)는 일반적으로 디지털 방식의 추가 오디오 트랙으로, 하나 이상의 화자가 비디오와 실시간으로 재생되는 강의 또는 해설로 구성된다. 코멘터리는 진지하거나 재미있을 수 있으며, 그렇지 않으면 관객에게 공개되지 않을 정보를 추가할 수 있다.

## 역사
크라이테리온 컬렉션은 여러 오디오 트랙을 수용할 수 있는 레이저디스크 형식에 오디오 코멘터리를 도입했다. 1933년 영화 킹콩에 대한 첫 번째 코멘터리 트랙은 로스앤젤레스 카운티 미술관의 큐레이터인 로널드 해버가 녹음했으며, 필름-투-비디오 변환 과정을 감독하면서 해버가 들려준 이야기에서 영감을 받았다. 크라이테리온은 이 코멘터리가 진지한 영화 학생들에게만 흥미로울 것이라고 예상했다. 하지만 호의적인 반응을 얻었고, 킹콩에 대한 그의 코멘터리는 궁극적으로 이러한 트렌드를 시작한 것으로 여겨진다. 해버는 남은 생애 동안 크라이테리온을 위해 코멘터리를 제공했다.
킹콩에 대한 해버의 코멘터리 발췌본:
안녕하세요, 신사 숙녀 여러분, 저는 로널드 해버입니다. 오늘 우리는 다소 독특하다고 생각하는 일을 할 것입니다. 영화를 보면서 킹콩 강의 투어를 안내할 것입니다. 레이저디스크 기술은 우리에게 이 기회를 제공하며, 우리는 이를 매우 독특하다고 생각합니다. 즉, 사운드트랙과 이 강의 트랙을 자유롭게 전환할 수 있습니다.

## DVD 및 블루레이 오디오 코멘터리
DVD, 블루레이 및 4K 울트라 HD 블루레이는 오디오 코멘터리를 특별 기능의 핵심 구성 요소로 만들었다. 이들은 종종 촬영 감독, 시나리오 작가, 배우, 프로듀서, 감독, 영화 역사가, 영화 평론가 및 해당 분야 전문가의 코멘터리를 포함한다.
예를 들어, 스테디캠의 발명가인 미국의 촬영 감독 개럿 브라운은 샤이닝의 오디오 코멘터리 트랙 전반에 걸쳐 등장하며, 그는 혁신적인 기술과의 작업에 대해 논한다. 대니 보일 감독의 공상 과학 영화 선샤인 DVD에는 영국의 물리학자이자 입자물리학 교수인 브라이언 콕스 (물리학자)의 오디오 트랙이 포함되어 있다. 양들의 침묵의 출연진 코멘터리에서, 영화 제작자들의 자문이었던 전 FBI 범죄 프로파일러 존 더글러스는 영화에 대한 자신의 일화를 제공한다.
매트릭스 얼티밋 컬렉션 박스 세트는 각 영화에 두 가지 오디오 코멘터리를 포함하고 있다. 하나는 영화를 좋아했던 철학자 코넬 웨스트 박사와 켄 윌버의 코멘터리이고, 다른 하나는 영화를 싫어했던 비평가 토드 매카시, 존 파워스, 데이비드 톰슨의 코멘터리이다. 고스트버스터즈 DVD 출시판에는 감독 아이번 라이트먼, 해럴드 레이미스, 조 메이턱의 비디오 코멘터리 트랙이 포함되어 있으며, 미스터리 과학 극장 3000을 모방하기 위해 세 사람의 실루엣이 추가되었다. 영화 갤럭시 퀘스트의 블루레이 에디션에는 스타 트렉 작업으로 알려진 미국의 그래픽 디자이너 마이클 오쿠다와 스타 트렉 백과사전의 공동 저자인 데니스 오쿠다가 제공한 "은하계 백과사전"이라는 유머러스한 퀴즈 코멘터리가 포함되어 있다.
볼링 포 콜럼바인 DVD 출시판에서 마이클 무어는 자신의 인턴, 비서, 제작 조수들이 자신의 다큐멘터리에 대한 오디오 코멘터리를 녹음하도록 허용했다. 트루 로맨스의 코멘터리에서 영화 대본을 쓴 쿠엔틴 타란티노는 왜 자신이 직접 영화를 감독하지 않았는지, 그리고 대본을 쓴 영감에 대해 설명한다. 구니스 오디오 트랙을 위해 원작 출연진인 숀 애스틴, 조시 브롤린, 코리 펠드먼, 마사 플림턴이 리처드 도너 감독과 함께 재회하여 영화를 함께 시청하며 고전 코미디 영화에 대한 자신들의 의견을 제시했다.

### 영화 감독 코멘터리
영화 감독들도 영화가 어떻게 만들어지는지에 대한 자신들의 시각을 제공할 수 있다. 1970년 영화 매시에 대한 코멘터리에서 로버트 올트먼 감독은 제작 배경과 대본이 어떻게 사용되고 오용되었는지에 대한 정보를 제공한다. 그는 또한 베트남 전쟁과의 연관성 때문에 스튜디오와 가졌던 문제에 대해서도 언급한다. 멜 브룩스 감독은 영 프랑켄슈타인의 오디오 코멘터리에서 2백만 달러의 예산이 너무 높다는 이유로 콜럼비아 픽처스에 의해 영화가 거절당한 경위를 논한다. 그는 또한 프랑켄슈타인 영화의 역사와 관련하여 자신의 영화에 대한 오마주를 지적한다.
올리버 스톤 감독은 월 스트리트의 오디오 코멘터리에서 자신의 가족이 영화 제작에 어떻게 영향을 미쳤는지 설명하고, 배우들에 대해 솔직하게 이야기하며 특히 찰리 신을 가볍게 비판한다. 2003년 영화 섀터드 글래스의 코멘터리에서 빌리 레이 감독은 뉴 리퍼블릭 편집자 척 롱과 함께 영화와 실제 사건의 차이점을 설명한다. 감독 데뷔작에서 레이는 또한 자신의 경험 부족과 더 경험 많은 제작진에게 의존했던 방법을 인정한다.
프랜시스 포드 코폴라 감독은 그의 대작 영화 대부에 대한 오디오 코멘터리에서 영화의 원래 제목이 "마리오 푸조의 대부"였어야 했지만 "아무도 그렇게 기억하지 못한다"고 회상하며, 2007년 지옥의 묵시록의 제작 과정을 다룬 다큐멘터리인 암흑의 핵심 DVD 출시판에서 코폴라는 아마존 정글에서 영화를 촬영하는 것이 왜 좋은 생각이 아닌지 설명한다. 그는 또한 영화에서 마틴 신이 술에 취해 손을 베는 장면과 정글에서 거대한 폭발이 일어나는 오프닝 장면이 완전히 의도치 않았던 것이라고 이야기한다.

### 영화 역사가 및 비평가
영화 역사가들은 오디오 코멘터리의 단골 기고자들로, 다음을 포함한다. 마리오 바바의 사탄의 가면에 대한 첫 번째 오디오 코멘터리 이후 수많은 오디오 코멘터리를 녹음한 팀 루카스; 페터 코위는 베리만이 쓰고 감독한 산딸기를 포함한 잉마르 베리만 영화의 수많은 DVD에 대한 코멘터리를 제공했다; 도널드 리치는 많은 일본 영화에 대한 코멘터리 트랙을 녹음했다; 그리고 주로 카사블랑카, 바람과 함께 사라지다, 프랑켄슈타인 등 미국 고전 영화에 대한 오디오 코멘터리로 알려진 존경받는 역사가 루디 베르흐마이어. 존 프릭은 주디 갈런드의 영화들, 즉 오즈의 마법사, 베이비 인 암스, 이스터 퍼레이드, 포 미 앤 마이 갤, 걸 크레이지, 세인트루이스에서 만나요, 해적에 대한 여러 오디오 코멘터리를 녹음하거나 참여했다.
영화 평론가들도 코멘터리에 자주 참여하는데, 다음을 포함한다. 시민 케인과 카사블랑카를 포함한 많은 고전 영화의 DVD 오디오 코멘터리 트랙을 녹음한 미국의 영화 평론가 로저 이버트, 그리고 이중 배상, 열차 안의 낯선 자들, 워터프론트 및 석양의 무법자에 대한 코멘터리를 제공한 리처드 쉬켈. 레너드 말틴은 또한 마르크스 형제의 오페라의 밤을 포함한 여러 영화에 대한 코멘터리를 제공했으며, 해럴드 로이드 코미디 컬렉션 (볼륨 2)에도 참여했다.
홍콩 액션 영화 전문가 베이 로건은 아시아 영화에 대한 단골 해설자로, 정무문, 야연, 철마류, 무사, 그리고 첩혈가두를 포함한다.
애니메이션 역사가 제리 벡은 신밧드의 모험과 루니 툰 골든 컬렉션 시리즈를 포함한 수십 개의 애니메이션 제작물에 대한 오디오 코멘터리를 녹음했으며, 역사가 마이클 배리어도 뽀빠이 DVD 시리즈와 첫 다섯 개의 루니 툰 골든 컬렉션 DVD 박스 세트를 포함한 DVD 패키지의 일부 단편에 정기적으로 코멘터리를 제공한다.

## 극장 내 오디오 코멘터리
극장 내 오디오 코멘터리는 영화관에 가기 전에 다운로드하여 영화를 보는 동안 자신의 기기에서 재생하는 오디오 트랙이다. 미국의 감독 케빈 스미스는 점원들 2로 이 기능을 제공한 최초의 영화 제작자 중 한 명이었다. 라이언 존슨 (영화 감독)은 블룸 형제 사기단, 루퍼, 나이브스 아웃에 대한 극장 내 코멘터리를 제공했다. 존 오거스트도 더 나인스에 극장 내 코멘터리를 사용했다.

## TV 시리즈
TV 시리즈의 전체 시즌이 DVD 및 블루레이 박스 세트로 출시될 때, 오디오 코멘터리가 종종 포함된다. 환상특급, 더 몽키스, 제6지대, 더 브래디 번치, 말썽꾸러기 데니스, 스타 트렉 (드라마), 그라우초 막스의 유 벳 유어 라이프, 애벗과 코스텔로 쇼, 그리고 스머더스 브라더스 코미디 아워와 같은 오래된 고전 쇼들은 모두 출연진, 제작진 및 특별 게스트 스타들의 오디오 코멘터리를 특징으로 한다.
제작자, 작가, 감독 및 출연진의 코멘터리가 포함된 현대 고전 (일부 선택): 내 사랑 레이몬드, 원 트리 힐, 세컨드 시티 텔레비전, 스몰빌, 소프라노스, 못말리는 패밀리, 뱀파이어 해결사 (드라마), 섹스 앤 더 시티, 윌 앤 그레이스, 왕좌의 게임 (드라마), 필라델피아는 언제나 맑음, 사인필드, 그리고 프렌즈.
애니메이션 TV 시리즈도 오디오 코멘터리를 자주 제공하는 장르이며, 다음을 포함한다. 마이 리틀 포니: 우정은 마법과 니켈로디언의 네모바지 스폰지밥. 고전 만화에는 프린스톤 가족, 젯슨 가족, 그리고 톰과 제리가 모두 오디오 코멘터리와 함께 출시되었다. 제작자, 작가, 감독 및 출연진의 오디오 코멘터리가 포함된 성인 및 컬트 고전에는 사우스 파크, 비비스 & 벗헤드, 로봇 치킨, 그리고 아쿠아 틴 헝거 포스가 포함된다.

## 뮤직 비디오
퀸의 Greatest Video Hits 2 DVD 출시판에는 오디오 코멘터리가 있는 뮤직 비디오가 포함되어 있으며, 밴드 멤버 브라이언 메이와 로저 테일러는 각 비디오에 대한 자신들의 기억과 의견을 회상한다. 폴스 부티크의 20주년 리마스터드 에디션에서, 비스티 보이즈는 다운로드 가능한 한 시간짜리 오디오 코멘터리에서 그들의 통찰력을 제공하며, 이는 조니 라이얼과 같은 앨범 캐릭터에 대한 "횡설수설"하는 계시를 제공한다.
롤링 스톤스의 1970년 미국 다큐멘터리 김미 셀터의 2000년 크라이테리온 DVD 재출시판에는 감독 알버트 메이즐레스와 샬럿 즈웨린, 그리고 협력자 스탠리 골드슈타인의 오디오 코멘터리가 포함되어 있다. 2006년 페이드 투 레드: 토리 에이머스 비디오 컬렉션, 더블 DVD 세트에는 각 비디오에 대한 토리 에이머스의 코멘터리가 있다.

## 브로드웨이 연극
갓스펠의 2011년 브로드웨이 재공연은 작곡가 스티븐 슈워츠와 감독 대니얼 골드슈타인의 10부작 다운로드 가능한 오디오 코멘터리 시리즈를 특징으로 했으며, 이들은 "브로드웨이 재공연을 제작하는 과정과 개인적인 경험"에 대해 논한다.

## 비디오 게임
비디오 게임 개발자들도 그들의 게임에 오디오 코멘터리를 포함시켰다. DVD 코멘터리와는 달리, 게임 내 프롬프트는 플레이어가 게임 내 특정 영역에 대한 관련 오디오 코멘터리를 활성화할 수 있도록 사용된다. 스타워즈 에피소드 I: 나부 전투는 오디오 코멘터리가 있는 가장 초기의 비디오 게임으로 여겨진다. 코멘터리가 있는 다른 일부 비디오 게임은 다음과 같다.
포탈, 앨런 웨이크, 원숭이 섬 2: 르척의 복수 스페셜 에디션, 데이어스 엑스: 휴먼 레볼루션 감독판, 그림 판당고 리마스터드, 텐타클 최후의 날 리마스터드, 바이오쇼크: 더 컬렉션, 파이어워치, 듀크 뉴켐 3D: 20주년 월드 투어, 그리고 하프라이프: 알릭스.

## 제임스 본드 코멘터리
1991년 크라이테리온의 제임스 본드 영화 3부작, 007 살인번호, 007 위기일발, 007 골드핑거의 레이저디스크 출시에 포함된 오디오 코멘터리를 둘러싸고 논란이 일었다. 이언 프로덕션스는 크라이테리온에 "오디오 코멘터리에서 '부정확하고, 무감각하며, 선동적이거나 잠재적으로 명예훼손에 해당한다'고 간주한 185개의 진술"을 통보했다. 오디오 트랙에는 영화 제작에 참여했던 다양한 제작진 멤버들의 코멘터리가 포함되어 있었다. 문제의 코멘터리 중에는 세 영화의 예산을 비판하고, 007 위기일발 촬영 중 숀 코너리의 체중 증가에 대한 소문을 퍼뜨리며, "여러 여성 공동 출연자들이 형편없는 배우였고 오직 외모 때문에 캐스팅되었다"고 암시하는 내용이 있었다. 또한, 영국 영화 감독 가이 해밀턴이 자신이 감독한 골드핑거에 대해 코멘트하면서 가상의 캐릭터 푸시 갈로어를 "레즈비언"이라고 언급했다. 이언 프로덕션스의 불만에 대한 응답으로, 크라이테리온은 컬렉션을 단종하고 미판매된 사본을 회수했다. 이듬해, 그들은 세 영화를 추가 기능이 모두 제거된 단일 디스크 버전으로 재출시했다.

## 추가 문헌
- Bennett, James; Brown, Tom, 편집. (2008). 《Film and Television After DVD》. Routledge Research in Cultural and Media Studies. 뉴욕: 루틀리지. ISBN 978-0-415-96241-4.